# Dušan Rybář
Dušan Rybář, slovenski novinar in publicist, * 25. januar 1898 Trst, † 29. oktober 1959, Dunaj.  

## Življenje in delo
Rodil se je v družini odvetnika in politika Otokarja in gospodinje Terezine Rybář rojene Kastelic. Ljudsko šolo in nemško gimnazijo je končal v rojstnem kraju. Po maturi je bil leta 1916 vpoklican v avstroogrsko vojsko. Novembra 1918 se je pridružil borcem za severno mejo in bil nekaj časa pribočnik generala Rudolfa Maistra. Leta 1920 se je z očetovo družino naselil najprej na Bledu in nato v Ljubljani. Po Rapalski pogodbi je vsa družina optirala za Kraljevino Srbov, Hrvatov in Slovencev. V tem času tudi študiral pravo na Dunaju, vendar študija ni končal. Kasneje se je z očetovo družino preselil v Beograd in bil tam bančni uradnik in novinar. Po osvoboditvi mesta leta 1944 se je pridružil bataljonu slovenskih prostovoljcev, ki so se formirali v Beogradu, da bi se bojeval z nemškimi oboroženimi silami v Vojvodini, vendar je bil zaradi boletni že po enem mesecu odpuščen iz enote.
Po osvoboditvi Jugoslavije se je vrnil v Ljubljano ter po nalogu Osvobodilne fronte odšel v Trst, kjer je deloval pri pokrajinskem odboru OF za Primorsko. Kasneje pa se je iz političnih razlogov z Osvobodilno fronto razšel ter politično deloval z dr. Tončičem in dr. Ferfoljo pri skupini Neodvisnih Slovencev. Od 1. junija 1951 je bil v službi na Radiu Trst A. Tu je kot novinar urejal oddajo Dejstva in mnenja - dnevni pregled tiska. Leta 1957 je težko zbolel in se dolgo zdravil v tržaški bolnišnici. Ker se zdravje ni izboljšalo, se je 17. junija 1958 odpovedal službi in odšel na zdravljenje na Dunaj ter tam umrl.
Dušan Rybář je napisal in pod psevdonimom Dušan Kosovski izdal  knjižico Zar je naše ujedinjenje završeno? (Beograd, 1938). V Trstu pa je v zvezi z mejo in Svobodnim tržaškim ozemljem v reviji Razgledi objavil tri krajše razprave: Trst in njegovo zaledje (1946), Po Parizu (1946) in Novo poglavje (1947).